# Lenora Lafayette
Lenora Lafayette  (Baton Rouge, 8 de julio de 1926- 23 de octubre de 1975) fue una soprano afroamericana de importante carrera europea en el periodo 50-60.
Fue la primera artista negra en actuar en Covent Garden. Había intentado ingresar en Louisiana State University, pero no fue aceptada debido a la segregación racial. Obtuvo una beca en Juilliard School y al mudarse a Basilea poco después de terminar su entrenamiento con Dusolina Giannini en Juilliard, Lafayette tuvo éxito en su carrera temprana en Suiza, ganando el Concurso de Ginebra y haciendo un debut de gran éxito en la Ópera de Basilea como Aida, el 27 de mayo de 1951, un papel que, junto con Madama Butterfly, interpretó cientos de veces. A pesar del enorme éxito profesional en Europa, nunca pudo establecerse en su país natal.
Ha grabado pocas obras: un Aida en alemán bajo Clemens Krauss; una grabación de la BBC de 1958 de la ópera Koanga de Frederick Delius; y una sola grabación comercial de dúos de Puccini con el tenor galés Richard Lewis bajo John Barbirolli, quien también dirigió su debut en Covent Garden.
Nunca logró establecerse en Estados Unidos y su carrera se limitó a Europa: Vienna State Opera, Bavarian State Opera en Múnich, State Opera Hamburgo,  Netherlands Opera, Belgrade, Zúrich, Dusseldorf, y Tel Aviv. Murió de cáncer a la edad de 49 años. 